# Myleus
Myleus es un género de peces de la familia Serrasalmidae nativos de aguas continentales de América del Sur.
Algunas de las especies incluidas en este género son capaces de morder con fuerza, causando daños a animales de mayor tamaño que ellos, e incluso a humanos.

## Especies
Luego de habérsele escindido numerosos taxones, este género quedó compuesto por 5 especies:
- Myleus altipinnis (Valenciennes, 1850)
- Myleus knerii (Steindachner, 1881)
- Myleus micans (Lütken, 1875)
- Myleus pacu (Jardine, 1841)
- Myleus setiger J. P. Müller & Troschel, 1844)